# Маяк Шафнер-Пойнт
Маяк Шафнер-Пойнт (англ. Schafner Point Lighthouse), также известный как маяк Порт-Ройал (англ. Port Royal Lighthouse) — маяк, расположенный на северном берегу реки Аннаполис недалеко от города Аннаполис-Ройал, графство Аннаполис, провинция Новая Шотландия, Канада. Построен в 1885 году.

## История
Мыс Шафнер-Пойнт расположен на северном берегу реки Аннаполис, недалеко от него река делится на два рукава: северный и южный. Северный рукав более глубокий и потому более предпочтителен для судоходства, чем южный канал, глубина которого во время отлива составляет всего 1,2 метра. Чтобы помочь морякам безопасно пройти по северному рукаву, в 1885 году на мысе Шафнер-Пойнт был установлен маяк. Стоимость строительства составила $900. Маяк представлял собой белую квадратную деревянную башню высотой 13 метров, возвышавшуюся над уровнем моря на 17 метров. Свет маяка был виден на расстоянии 11 миль. К сожалению, правительственные записи содержат немного информации о маяке Шафнер-Пойнт. В 1887 году набережная перед маяком была укреплена для защиты от эрозии. В 1898 году маяк был отремонтирован. Он остаётся действующим и по настоящее время.
В 2008 году маяк попал под действие Закона о защите маяков, представляющих культурное наследие.